# マイ・ライフ (映画)
『マイ・ライフ』（My Life）は、1993年のアメリカ合衆国のドラマ映画。監督はブルース・ジョエル・ルービン、出演はマイケル・キートンとニコール・キッドマンなど。末期ガンで余命わずかと宣告された男性が残された命を精一杯生き抜く姿を描いている。
『ゴースト/ニューヨークの幻』の脚本家で知られるブルース・ジョエル・ルービンが監督（兼脚本・製作）したヒューマン・ドラマ映画。

## ストーリー
ロサンゼルスで広告代理店を経営するボブはある日、末期がんの宣告を受ける。彼は妻ゲイルとそのお腹の中にいる子供にメッセージを残そうと、ビデオカメラに自分の生い立ちなどを語り始めるのを皮切りに、残り少ない余生を一生懸命生きようとする。

## キャスト
| 役名                       | 俳優                           | 日本語吹替                                                                  | 日本語吹替                                                                          | 日本語吹替                                              |
| 役名                       | 俳優                           | ソフト版                                                                    | 日本テレビ版                                                                        | VOD版                                                   |
| -------------------------- | ------------------------------ | --------------------------------------------------------------------------- | ----------------------------------------------------------------------------------- | ------------------------------------------------------- |
| ボブ・ジョーンズ           | マイケル・キートン             | 磯部勉                                                                      | 山寺宏一                                                                            | 小野大輔                                                |
| ゲイル・ジョーンズ         | ニコール・キッドマン           | 戸田恵子                                                                    | 日野由利加                                                                          | 遠藤綾                                                  |
| ポール・イワノヴィッチ     | ブラッドリー・ウィットフォード | 中村秀利                                                                    | 成田剣                                                                              |                                                         |
| ローズ・イワノヴィッチ     | レベッカ・シャール             | 藤夏子                                                                      | 翠準子                                                                              | 和優希                                                  |
| ビル・イワノヴィッチ       | マイケル・コンスタンティン     | 北川米彦                                                                    | 富田耕生                                                                            | 玉井勇輝                                                |
| テレサ                     | クィーン・ラティファ           | 磯辺万沙子                                                                  |                                                                                     |                                                         |
| 治療師ホー                 | ハイン・S・ニョール            | 山野史人                                                                    | 仲村秀生                                                                            | 松川裕輝                                                |
| 若き日のビル               | リチャード・シフ               | 田原アルノ                                                                  |                                                                                     |                                                         |
| ジョセフ・カリファーノ医師 | ケネス・タイガー               | 藤本譲                                                                      |                                                                                     |                                                         |
| その他声の出演             | N/A                            | 竹口安芸子 寺内よりえ 達依久子 石森達幸 梅津秀行 紗ゆり さとうあい 稲葉祐貴 | 大谷育江 竹口安芸子 渡辺美佐 古澤徹 牛山茂 有本欽隆 石森達幸 雨蘭咲木子 藤本譲 ほか | 渡谷美帆 三浦冴子 柏野昌俊 渡辺優里奈 左座翔丸 須川晶紀 |
|                            |                                |                                                                             |                                                                                     |                                                         |
| 演出                       | 演出                           | 福永莞爾                                                                    |                                                                                     | 甲斐樹美子                                              |
| 翻訳                       | 翻訳                           | 宇津木道子                                                                  |                                                                                     | 辺見真起子                                              |
| 調整                       | 調整                           | 蝦名恭範                                                                    |                                                                                     | 橋本和典                                                |
| 制作                       | 制作                           | ケイエスエス                                                                |                                                                                     | ブロードメディア                                        |
| 初回放送                   | 初回放送                       |                                                                             | 1996年12月13日 『金曜ロードショー』                                                 | 2025年8月1日 （Netflixで初配信）                        |

## 作品の評価
Rotten Tomatoesによれば、25件の評論のうち高評価は44%にあたる11件で、平均点は10点満点中5.5点となっている。